# چیوی (آماسیه)
چیوی (به ترکی استانبولی: Çivi) یک منطقهٔ مسکونی در ترکیه است که در آماسیه واقع شده‌است.